# Jazer
Jaezer o Jazer  fou una ciutat de Galaad dins el territori de Gad. Eusebi la situa a uns 12 km a l'est de Filadèlfia (Ammon) i a uns 22 km d'Heshbon. És probablement un lloc anomenat Szyr on hi ha unes ruïnes, al costat del Wadi Szyr.